# الواقع المحاكى

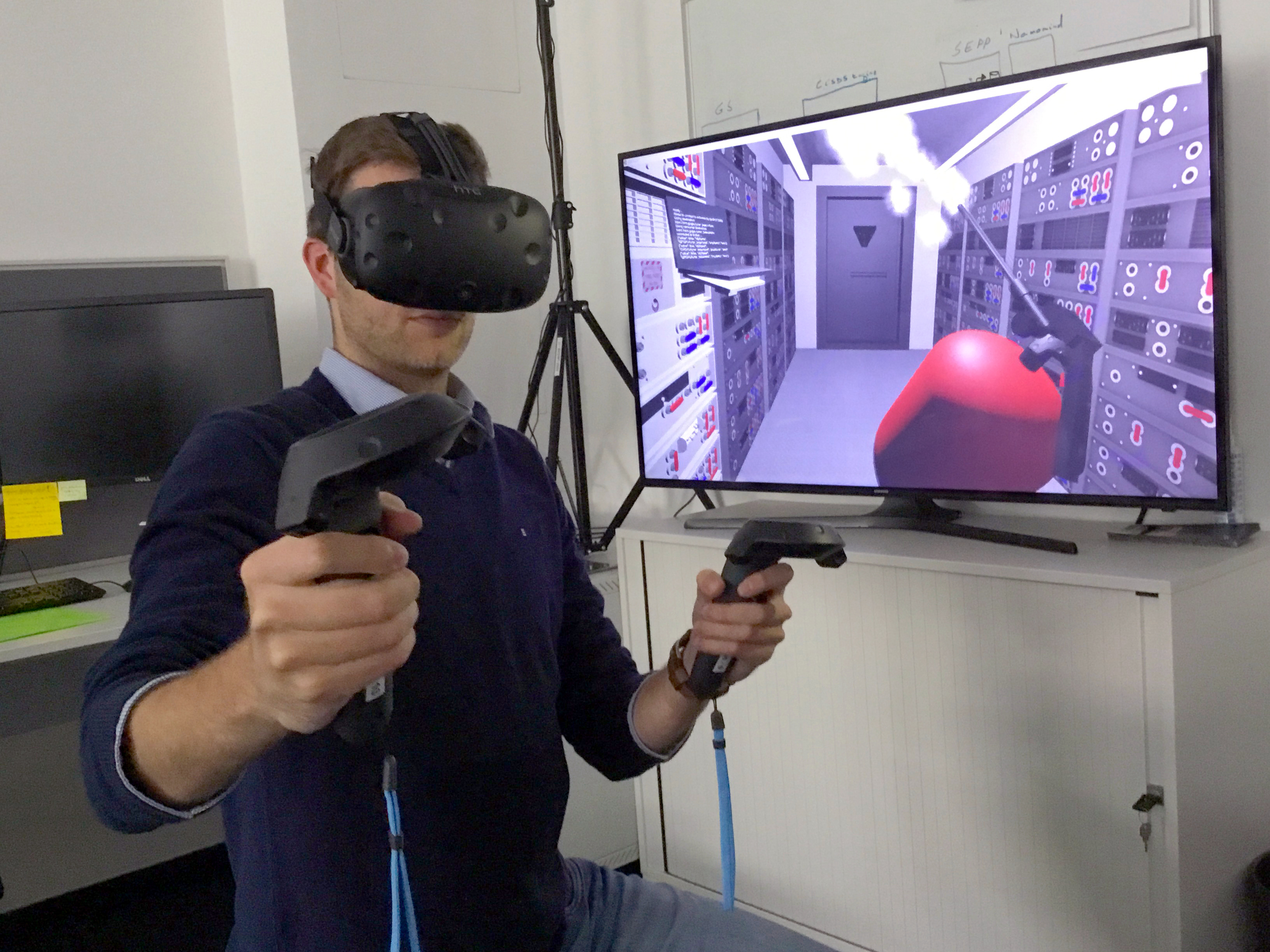
باحث يستخدم نظارة واقع افتراضي عام 2017

الواقع المحاكى هو نموذج تقريبي للواقع يُنشأ عبر محاكاة دقيقة، تُصمم فيها ظروف وبيئات محددة بحيث تظهر الأحداث والأشياء وكأنها حقيقية تمامًا، رغم كونها نتاج تركيب صناعي وليست واقعًا فعليًا. يهدف هذا التمثيل إلى محاكاة التجربة الحسية والواقعية للواقع الأصلي، مما يتيح للإنسان التفاعل مع بيئة مصطنعة تبدو طبيعية قدر الإمكان.
ترتبط معظم المفاهيم المتعلقة بالواقع المحاكى بنوع من المحاكاة الحاسوبية، سواء عبر إنشاء واقع افتراضي يوفّر انطباعًا بالوجود في العالم الحقيقي، أو من خلال عمليات نظرية مثل تحميل العقل، حيث يمكن نظريا نقل العقل البشري إلى محاكاة حاسوبية.

## في الأعمال الترفيهية
يمكن القول أنّ كلّ الأعمال الترفيهية في باب الخيال والخيال العلمي تقدّم للمتلقّي سواء كان قارئًا أو مشاهدًا أو لاعبًا واقعًا محاكى. يستمتع الإنسان بتجربة هذه الأعمال عن قصد، مع إدراكه تمامًا بأنها ليست واقعية فعلاً. هناك أمثلة كثيرة على تطبيقات الواقع الافتراضي في عالم الألعاب، حيث يستطيع اللاعب أن يغوص في بيئة ثلاثية الأبعاد تحاكي العالم الحقيقي أو تبتكر عوالم خيالية بالكامل، فيتجوّل بين المدن، أو يستكشف الكواكب البعيدة، أو يخوض المعارك وكأنه جزء من القصة نفسها. تتيح هذه التقنية تفاعلًا مباشرًا مع العناصر المحيطة، مما يجعل التجربة أكثر انغماسًا وإثارة، حتى يشعر اللاعب أن ما يراه ويلامسه حقيقي رغم أنه محض محاكاة رقمية.